# 亞瑟·米勒
阿瑟·艾許·米勒（英語：Arthur Asher Miller，1915年10月17日—2005年2月10日），生于美国纽约，美國犹太裔劇作家，也是瑪麗蓮·夢露的第三任丈夫，代表劇作《推銷員之死》、《萨勒姆的女巫》。他還是肯尼迪中心荣誉奖得主。

## 生平
米勒生於哈莱姆区的一个波蘭猶太人移民家庭。他的父親伊薩德（Isadore）拥有一家400人的女裝工厂，母親奧嘉斯達（Augusta）是家庭主婦。除亞瑟·米勒外，還育有克密特（Kermit）以及琼。全家居住在曼哈頓一幢可以俯瞰中央公園的閣樓中。但1929年大蕭條使他家变得一贫如洗，于是搬家到布鲁克林区，当时米勒十几岁，每天早起，在上学前送面包挣钱补贴家用。从林肯高中毕业后，米勒在一家倉庫做搬運工和文員以支付大學學費。
1936年米勒發表第一部劇作《榮譽的真諦》（Honors at Dawn）在密西根大學公演，為他贏得霍普渥德獎（Hopwood Award）。兩年後他自密歇根大學畢業，取得英语學位。1940年時，米勒與在大學中結識的女友瑪莉·史拉托利（Mary Slattery）結婚。婚後育有珍妮（Jane）與羅伯特（Robert）二子，而因為他曾經在美式足球賽中受過傷，有幸可以在第二次世界大戰期間免除兵役。
米勒在1948年的劇作《推銷員之死》為他贏得了普立茲獎、三座東尼獎，以及纽约剧评人协会奖，《推銷員之死》是一部一次贏得上述三項獎項的劇本。他的下一部劇本《熔爐》(在1995年改編成電影時，在中港台等地分別譯為《薩勒姆的女巫》、《靈欲劫》以及《激情年代》等)1953年1月22日在百老匯首演。
1956年6月，他與瑪麗結婚，美國众议院非美活动调查委员会調查演藝圈有無共產黨顛覆活動，被伊利亞·卡贊指稱參與了共黨集會，在月底（6月29日），他迎娶了八年前透過卡贊所結識的瑪麗蓮·夢露。
米勒1953年創作的《煉獄》因反對美國的極右翼麥卡錫主義被譽為「美國戲劇的良心」，1957年3月31日，米勒因為拒絕提供參與共黨集會者的姓名，被控藐視國會，之後在1958年8月8日由美國最高法院給予平反。同年，發表《戲劇集》（Collected Plays）。

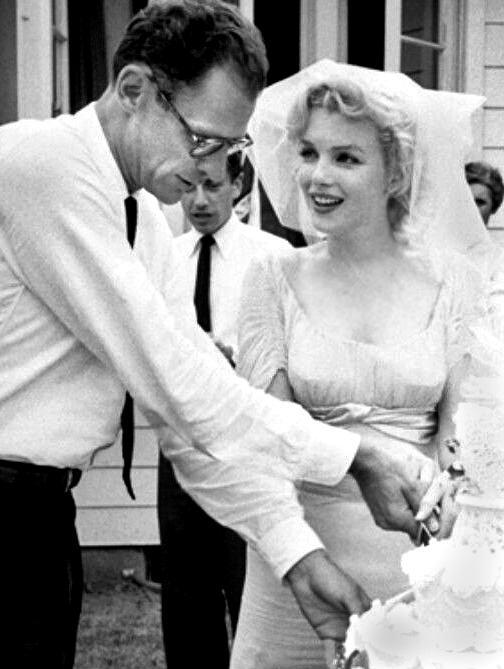
米勒與夢露的1956年結婚典禮

他在1960年創作出長篇小說《不合時宜的人》，繼而改編成電影腳本，成為夢露出演的最後一部影片。在1961年1月24日時，他與夢露離婚，隔年2月17日另娶攝影師英格·莫拉絲（Inge Morath）。米勒和莫拉絲是在拍攝電影《花田錯》（The Misfits）時結識，育有瑞貝卡（Rebecca）與丹尼爾（Daniel）二子。根據傳記作家馬丁·葛登能（Martin Gottfried）的說法，丹尼爾在1962年出生時就有唐氏症。米勒將丹尼爾安置在羅克斯伯的一家醫療機構後，就再也沒有看過他（雖然莫拉絲有）。米勒在他的自傳《時光樞紐》中也沒有提到過丹尼爾，紐約時報在2005年2月11日的訃聞中也忽略了這點。（在洛杉磯時報以及其他地方，則有相關報導）
莫拉絲逝世於2002年1月30日，同年5月1日，米勒成為西班牙阿斯圖里亞斯親王獎文學獎得主，譽為「毋庸置疑的現代戲劇大師」。
2004年12月時，89歲的米勒宣佈他與34歲的藝術家阿格尼斯·巴萊（Agnes Barley）自2002年起已經同居兩年，並且計畫結婚。2005年2月10日，米勒因膀胱癌和心臟衰竭在羅克斯伯里過世，享年89歲。他上个月刚出院，本来一直住在纽约妹妹琼家里，感觉痊愈无望才转到羅克斯伯里。

## 作品
米勒反對商業化、純娛樂的庸俗戲劇。他的作品著重於家庭、道德和個人責任感，對美國社會產生了極大影響。

### 舞台劇本
- 《榮譽的真諦》（1935）
- 《天之驕子》（The Man Who Had All the Luck，1944）
- 《吾子吾弟》（All My Sons，1947）
- 《推銷員之死》（Death of a Salesman，1949）
- 《激情年代》（The Crucible，1953）
- 《憶兩個星期一》（A Memory of Two Mondays，1955）
- 《橋上一瞥》（A View from the Bridge，1955）
- 《墮落之後》（After the Fall，1964）
- 《維琪事件》（Incident at Vichy，1965）
- 《代價》（The Price，1968）
- 《創世紀及其他》（The Creation of the World and Other Business，1972）
- 《大主教之屋》（The Archbishop's Ceiling，1977）
- 《美國鐘》（The American Clock，1981）
- 《一位女士的輓歌》（Elegy For a Lady，1982）
- 《某種愛情故事》（Some Kind of Love Story，1982）
- 《危險：記憶！兩部劇本》（Danger: Memory!: Two Plays，1986）—《我什麼都不記得》（I Can't Remember Anything）與《克拉瑞》（Clara）
- 《騎下摩根山》（The Ride Down Mt. Morgan，1991）
- 《最後的洋基》（The Last Yankee，1993）
- 《碎玻璃》（Broken Glass，1994）
- 《彼得斯先生的連線》（Mr. Peters' Connections，1998）
- 《萊恩面訪》（The Ryan Interview，2000）
- Resurrection Blues (2004)
- 《完成圖畫》（Finishing the Picture，2004）

### 電影劇本
- 《花田錯》，（IMDB （页面存档备份，存于）)，1961）
- 《人民公敵》（An Enemy of the People，IMDB （页面存档备份，存于） ，改寫自亨利·易卜生（Henrik Ibsen）原著，1966）
- 《時間遊戲》（Playing for Time，IMDB （页面存档备份，存于） ，電視劇本 ，1980）
- 《人人皆贏》（Everybody Wins，IMDB （页面存档备份，存于），1989）

### 其他作品
- 《焦點》（Focus，1945）
- 《希望渺茫（但不嚴重）的環境》（Situation Hopeless (but Not Serious)）
- 《黃金歲月》（The Golden Years）
- 《名聲》（Fame）
- 《原因》（The Reason Why）
- 《無家可歸的女孩的生平：以及其他》（Homely Girl, a Life: And Other Stories）
- 《亞瑟·米勒劇場文集》（The Theater Essays of Arthur Miller）
- 自傳《時光樞紐》（Timebends: A Life）

## 外部連結
- The Arthur Miller Society（页面存档备份，存于）
- Arthur Miller's IMDB Profile （页面存档备份，存于）
- New York Times Obituary
- Los Angeles Times Obituary[]
- BBC News Obituary （页面存档备份，存于）